# Fu Sheng

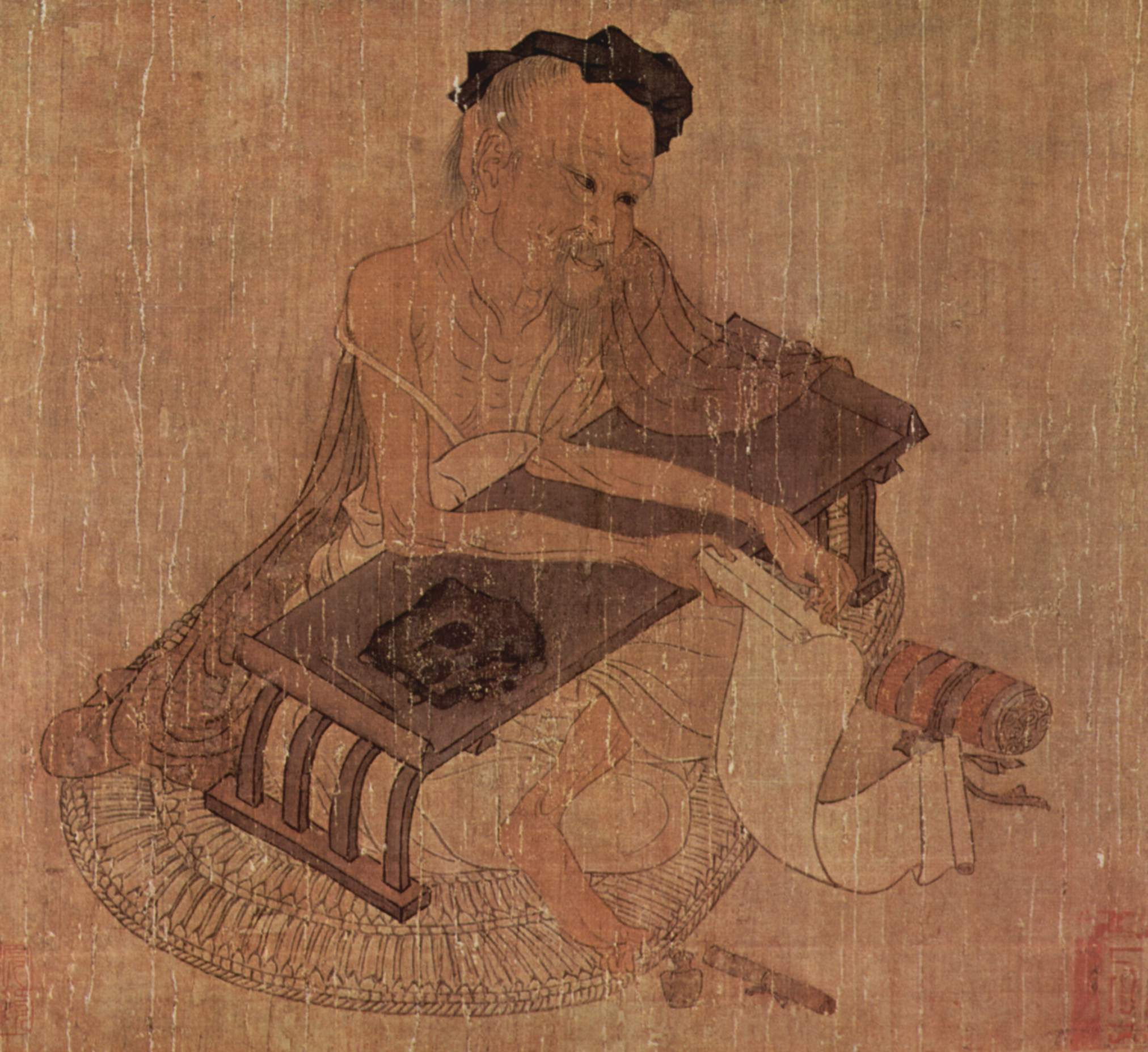
Fu Sheng geeft het Boek der Documenten door. Schildering op zijde, toegeschreven aan Wang Wei (699-759), maar vermoedelijk stammend uit de 9e eeuw, Osaka Municipal Museum.

Fu Sheng, ook bekend als Meester Fu (ca. 268? - ca. 178? v.Chr.) was een Chinese geleerde uit de tijd van de Qin- en vroege Han-dynastie. Volgens de Shiji en Hanshu zou hij tijdens de boekverbranding door Qin Shihuangdi het Boek der Documenten van vernietiging hebben gered door zijn exemplaar in de muur van zijn woning te verstoppen. Na de val van de Qin-dynastie wist hij uit de bamboefragmenten een beperkt aantal hoofdstukken opnieuw samen te stellen. Fu Sheng stond zo aan het begin van de doorgifte van de 'nieuwe tekst-versie', de jinwen-versie, van het Boek der Documenten. Hij wordt verder beschouwd als de samensteller van de Shangshu Dazhuan, het Groot Commentaar op het Boek der Documenten. Fu Sheng is afgebeeld in de Wu Shuang Pu, geschreven door Jin Guliang.

## Biografie
De biografie van Fu Sheng staat vermeld in de Shiji (juan 121) en in de Hanshu (juan 88). Fu Sheng was afkomstig uit Ji'nan in Shandong en bekleedde onder de Qin de positie van 'zeer geleerde' (Boshi, 博士). Tijdens de 'boekverbranding' door Qin Shihuangdi zou hij zijn exemplaar van het Boek der Documenten in de muur van zijn woning hebben verstopt. Na de vestiging van de Han-dynastie kon hij uit de uiteengevallen en verweerde bamboelatjes slechts 28 pian samenstellen. Fu Sheng onderwees die hoofdstukken in de oostelijke staten Qi en Lu. Als zijn leerlingen werden Zhang Sheng (張生) van Ji'nan en Ouyang Sheng (毆陽生) van Qiancheng genoemd.
Tijdens de regering van keizer Wen (179-157) was men op zoek naar een specialist voor het Boek der Documenten. Omdat de inmiddels negentigjarige Fu Sheng niet meer in staat was naar het hof te reizen, werd Chao Cuo naar hem toe gestuurd om zo de tekst te verkrijgen. De overdracht zou mondeling hebben plaatsgevonden. Daarbij ontstonden enige moeilijkheden omdat beide mannen verschillende dialecten spraken.
De meegebrachte tekst vormde de basis voor de 'nieuwe tekst' versie van het Boek der Documenten. Tijdens de regering van keizer Wu werd voor de bestudering van deze versie een Boshi, een 'zeer geleerde' aangesteld. Die functie kwam onder verantwoordelijkheid van Ouyang Gao (毆陽高), nakomeling van Ouyang Sheng, die zelf weer een leerling van Fu Sheng was geweest. Tot in de tijd van Wang Mang bleef de doorgifte van het Boek der Documenten in de door Fu Sheng overgeleverde versie een taak van de nakomelingen van Ouyang Sheng.

## Commentaar op het Boek der Documenten
Fu Sheng wordt traditioneel aangemerkt als samensteller van de Shangshu Dazhuan, het Groot commentaar op de Shangshu. Dat was een commentaar op het Boek der Documenten en moet rond de Song-tijd verloren zijn geraakt. De huidige versie van het commentaar is gebaseerd op een reconstructie uit de Qing-dynastie en is samengesteld uit citaten en fragmenten van de Shangshu Dazhuan uit andere werken.